# 第一次李显龙内阁
新加坡政府李显龙第一届内阁于2004年8月12日宣誓就职，直至2006年5月29日内阁解散。

## 内阁成员
| 职位                 | 姓名   | 任期开始时间  | 任期结束时间  |
| -------------------- | ------ | ------------- | ------------- |
| 总理                 | 李显龙 | 2004年8月12日 | 2006年5月29日 |
| 国务资政             | 吴作栋 | 2004年8月12日 | 2006年5月29日 |
| 内阁资政             | 李光耀 | 2004年8月12日 | 2006年5月29日 |
| 副总理               | 陈庆炎 | 2004年8月12日 | 2006年5月29日 |
| 副总理               | 贾古玛 | 2004年8月12日 | 2006年5月29日 |
| 国家安全统筹部长     | 陈庆炎 | 2004年8月12日 | 2005年8月31日 |
| 国家安全统筹部长     | 贾古玛 | 2005年9月1日  | 2006年5月29日 |
| 总理公署部长         | 林文兴 | 2004年8月12日 | 2006年5月29日 |
| 总理公署部长         | 林瑞生 | 2004年8月12日 | 2006年5月29日 |
| 总理公署部长         | 林双吉 | 2005年4月1日  | 2006年5月29日 |
| 财政部部长           | 李显龙 | 2004年8月12日 | 2006年5月29日 |
| 财政部第二部长       | 林双吉 | 2004年8月12日 | 2006年5月29日 |
| 律政部部长           | 贾古玛 | 2004年8月12日 | 2006年5月29日 |
| 内政部部长           | 黄根成 | 2004年8月12日 | 2006年5月29日 |
| 交通部部长           | 姚照东 | 2004年8月12日 | 2006年5月29日 |
| 外交部部长           | 杨荣文 | 2004年8月12日 | 2006年5月29日 |
| 通讯及新闻部部长     | 李文献 | 2004年8月12日 | 2006年5月29日 |
| 国家发展部部长       | 马宝山 | 2004年8月12日 | 2006年5月29日 |
| 国家发展部第二部长   | 林瑞生 | 2004年8月12日 | 2006年5月29日 |
| 贸易与工业部部长     | 林勋强 | 2004年8月12日 | 2006年5月29日 |
| 国防部部长           | 张志贤 | 2004年8月12日 | 2006年5月29日 |
| 国防部第二部长       | 黄永宏 | 2005年7月1日  | 2006年5月29日 |
| 永续发展与环境部部长 | 雅国   | 2004年8月12日 | 2006年5月29日 |
| 卫生部部长           | 许文远 | 2004年8月12日 | 2006年5月29日 |
| 教育部部长           | 尚达曼 | 2004年8月12日 | 2006年5月29日 |
| 教育部第二部长       | 黄永宏 | 2004年8月12日 | 2005年6月30日 |
| 人力部部长           | 黄永宏 | 2004年8月12日 | 2006年5月29日 |
| 社会及家庭发展部部长 | 维文   | 2004年8月12日 | 2006年5月29日 |
| 主管回教事务部长     | 雅国   | 2004年8月12日 | 2006年5月29日 |